# Resolutie 712 Veiligheidsraad Verenigde Naties
'Resolutie 712 van de Veiligheidsraad van de Verenigde Naties was een volgende VN-Veiligheidsraadsresolutie in de jaren na de Golfoorlog. Zij werd net als de vorige resolutie over deze kwestie aangenomen met dertien stemmen tegen een. Die ene tegenstem was van Cuba. Jemen hield het bij een onthouding.

## Achtergrond
Een jaar na de Golfoorlog werd beslist dat Irak, waar een humanitaire catastrofe dreigde, een beperkte hoeveelheid olie mocht verkopen om voedsel, geneesmiddelen en andere humanitaire goederen te kopen, en ook om onder meer aan de herstelbetalingen aan Koeweit te voldoen. Dat werd door de Veiligheidsraad vastgelegd in resolutie 706 op 15 augustus.

## Inhoud
De Veiligheidsraad:
- waardeert het rapport dat de secretaris-generaal zoals gevraagd in resolutie 706 paragraaf °5 op 4 september indiende;
- bevestigt zijn bezorgdheid over de voedings- en gezondheidstoestand van de Iraakse bevolking, het risico of verergering en de nood aan een evaluatie om tot een evenwichtige verdeling van humanitaire hulp te komen;
- herinnert eraan dat de handeling van de Secretaris-Generaal inzake resolutie 706 en deze resolutie VN-immuniteit genieten.

De raad doet daarom het volgende, handelend onder hoofdstuk 5 van het Handvest van de Verenigde Naties:
1. bevestigt het cijfer in resolutie 706 paragraaf °1 (US$1,6 miljard) als toegestane som voor de toepassing van die paragraaf (verkoop van olie) en de intentie om deze som continu te herevalueren;
2. nodigt het comité uit om zoals bepaald in resolutie 709 paragraaf °1 het eerste derde van de som op de borgrekening van de VN vrij te geven;
3. keurt de aanbevelingen in de paragrafen °57d en °58 in het rapport van de secretaris-generaal goed;
4. moedigt samenwerking van de secretaris-generaal, het comité en de Iraakse overheid aan om tot zo'n goed mogelijke uitvoering van het in deze resolutie goedgekeurde schema te komen;
5. bepaalt dat olie verhandelt onder resolutie 706 immuun is van rechtsvervolging en vraagt alle landen om ze te hiertegen beschermen en te verzekeren dat de opbrengst niet afgeleid wordt;
6. herbevestigt dat de door de secretaris-generaal beheerde VN-borgrekening eveneens immuniteit geniet;
7. herbevestigt eveneens dat inspecteurs en anderen onder VN-vlag eveneens VN-immuniteit genieten en eist dat Irak volledige bewegingsvrijheid aan hen geeft;
8. bevestigt dat humanitaire fondsen van andere bronnen (dan de olieverkoop) op een subrekening gestort mogen worden en niet onderhevig zijn aan de in resolutie 706 vastgelegde aftrekken;
9. dringt erop aan dat enige humanitaire goederen voor Irak buiten deze gekocht met het oliegeld zodanig geleverd worden dat evenwichtige verdeling onder de bevolking gegarandeerd is;
10. vraagt de secretaris-generaal het nodige te doen voor bovenstaande beslissing en staat hem toe om hiervoor akkoorden af te sluiten;
11. vraagt landen om voluit mee te werken aan resolutie 706 en deze resolutie, in het bijzonder met betrekking tot import, export en de humanitaire goederen, de immuniteit van de VN en het VN-personeel te respecteren en te verzekeren dat er niet van het beoogde doel wordt afgeweken;
12. besluit om op de hoogte te blijven van de zaak.

## Verwante resoluties
- Resolutie 706 Veiligheidsraad Verenigde Naties besliste Irak olie te laten verkopen om aan humanitaire noden te kunnen voldoen.
- Resolutie 986 Veiligheidsraad Verenigde Naties die het olie-voor-voedselprogramma oprichtte.

Lijst ·  684 ·  685 ·  686 ·  687 ·  688 ·  689 ·  690 ·  691 ·  692 ·  693 ·  694 ·  695 ·  696 ·  697 ·  698 ·  699 ·  700 ·  701 ·  702 ·  703 ·  704 ·  705 ·  706 ·  707 ·  708 ·  709 ·  710 ·  711 ·  712 ·  713 ·  714 ·  715 ·  716 ·  717 ·  718 ·  719 ·  720 ·  721 ·  722 ·  723 ·  724 ·  725